# Chambon (Indre-et-Loire)
Chambon is een gemeente in het Franse departement Indre-et-Loire (regio Centre-Val de Loire) en telt 296 inwoners (2006). De plaats maakt deel uit van het arrondissement Loches.

## Geografie
De oppervlakte van Chambon bedraagt 18,0 km², de bevolkingsdichtheid is 16,1 inwoners per km². De plaats ligt aan de Creuse.
De onderstaande kaart toont de ligging van Chambon (Indre-et-Loire) met de belangrijkste infrastructuur en aangrenzende gemeenten.

## Demografie
Onderstaande figuur toont het verloop van het inwonertal (bron: INSEE-tellingen).